# Palhano
Palhano est une municipalité brésilienne de l’État du Ceará.

## Démographie
En 2010, elle compte 8 869 habitants.

## Source
- (pt) Cet article est partiellement ou en totalité issu de l’article de Wikipédia en portugais intitulé « Palhano » (voir la liste des auteurs).